# بترینگن
بترینگن (به آلمانی: Bettringen) یک منطقهٔ مسکونی در آلمان است که در شوبیش گموند واقع شده‌است. بترینگن ۱۰٬۰۰۰ نفر جمعیت دارد.